# Per la República Valenciana
Per la República Valenciana (RV) va ser una coalició política de caràcter sobiranista valencià.
Va ser creada com una coalició electoral formada per Esquerra Nacionalista Valenciana (ENV), Estat Valencià (EV) i República Valenciana-Partit Valencianista Europeu de cara a les eleccions generals espanyoles de 2008, obtenint 645 vots (0,02%). Els candidats foren Joan Vicent Cuenca, Mónica Martínez i Vicent Bosch al Congrés dels Diputats, i Víctor Baeta, Vicent Gisbert Miró i Joan S. Sorribes Hervàs al Senat d'Espanya.
Les tres formacions que conformaren la coalició signaren el document Cal obrir un camí cap a un nou horitzó, amb el que formalitzaren la coalició electoral. El document reivindicava la plena sobirania del poble valencià i la seua plasmació legal mitjançant l'aprovació d'una Constitució Valenciana sobirana per a constituir la República valenciana com a estat lliure i sobirà associat a la Unió Europea.
De cara a les eleccions a les Corts Valencianes de 2011 la coalició es reedità, formant-ne part República Valenciana-Partit Valencianista Europeu i Esquerra Nacionalista Valenciana, mentre que Estat Valencià passà a formar part de la Coalició Compromís. Finalment, Per la República Valenciana va obtenir 715 vots (0,03%).
Les dues formacions, juntament amb Els Verds Ecopacifistes, van concórrer a les eleccions a les Corts Valencianes de 2015, amb el nom de Coalició Junts. Va obtenir 1.460 vots (0,06%).